# Globo di Hitler

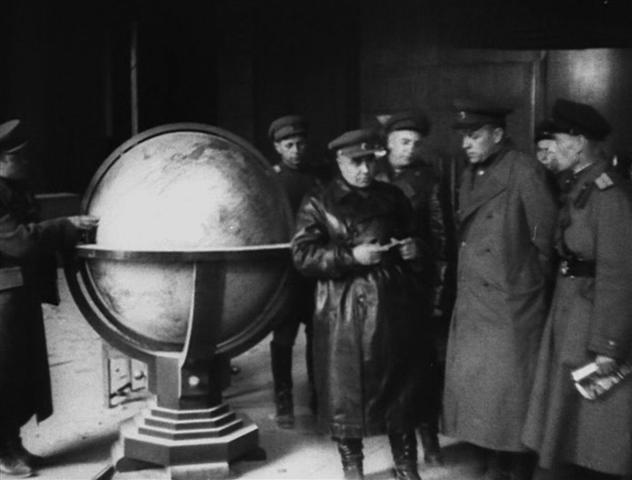
Soldati dell'Armata Rossa fotografati nel 1945 nella Cancelleria del Reich davanti al globo di Hitler

Il Globo di Hitler è stato il globo personale del Führer, noto per essere stato oggetto di diverse parodie cinematografiche nel corso degli anni.

## Storia
Verso la metà degli anni '30, a Berlino furono realizzati dalla società Columbus due enormi globi, che furono rispettivamente donati al partito nazista e a Hitler. Quello che fu donato a quest'ultimo aveva approssimativamente le dimensioni di un Maggiolino Volkswagen e, dopo la conquista italiana dell'Etiopia, fu modificato su ordine dello stesso dittatore, il quale ordinò di rinominare il corno d'Africa "Africa Orientale Italiana". Alcuni studiosi hanno anche avanzato l'ipotesi che il numero effettivo di mappamondi prodotti sia stato superiore a due, tuttavia tale dato non può essere verificato in quanto la fabbrica che produsse i planisferi, insieme ai suoi archivi, fu distrutta dai raid aerei nel 1943.
Secondo gli studi di Wolfram Pobanz, noto storico polacco che cercò per anni di rintracciare il mappamondo del Führer, Hitler non considerava il suo globo particolarmente significativo e degno d'importanza, in quanto il dittatore non si fece mai fotografare accanto ad esso per scopi di propaganda.
Il globo fu collocato nella sala principale della Cancelleria del Reich fino al 1938, anno in cui Hitler fece ristrutturare l'edificio incaricando Albert Speer, suo architetto personale, di coordinare i lavori. Dopo che l'anno successivo i lavori terminarono, Hitler fece spostare il suo globo presso il suo nuovo ufficio personale, ove rimase fino a quando le truppe sovietiche non irruppero nella cancelleria dopo la battaglia di Berlino del 1945.

## Dopo la guerra
Ufficialmente il globo di Hitler è andato perduto dopo la battaglia di Berlino, anche se numerosi musei in tutto il mondo affermano di conservare il mappamondo hitleriano. A Berlino, ci sono tre musei che dichiarano di possedere il planisfero: l'istituto geografico, il Märkisches Museum e il Deutsches Historisches Museum. Tuttavia, grazie ad alcune perizie fotografiche, si è dimostrato che nessuno di questi mappamondi è il globo che era conservato nell'ufficio del Führer. Non a caso, nel 2007, lo storico Wolfram Pobanz scoprì che il planisfero conservato presso il Deutsches Historisches Museum apparteneva a Joachim von Ribbentrop e non a Hitler.

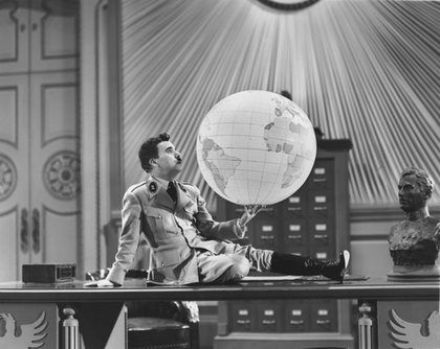
Charlie Chaplin che gioca col mappamondo nel film Il grande dittatore

Tuttavia, esiste un altro mappamondo che si dice possa essere stato quello del Führer. Infatti, nel maggio del 1945, un soldato americano, tale John Barsamian, trovò ammassato tra le rovine del Berghof, la residenza bavarese di Hitler, un globo delle dimensioni di quello conservato nella Cancelleria. Barsamian, tornato nella sua residenza a San Francisco, si tenne il mappamondo come souvenir per una sessantina d'anni, quando nel 2007 lo mise all'asta. Il globo fu comprato dall'imprenditore Bob Pritikin per $100.000 (il prezzo di partenza era $20.000) e oggi fa parte di una collezione privata.

## Nella cultura di massa
- Una parodia del globo di Hitler compare per la prima volta nel cortometraggio del 1940 You Nazty Spy!, diretto e interpretato da I tre marmittoni.[5]
- Nel Il grande dittatore di Charlie Chaplin, uscito anch'esso nel 1940, il mappamondo viene raffigurato come un grande pallone da spiaggia che diventa il simbolo dell'estrema megalomania di Hitler.[1]